# Čistec velkokvětý

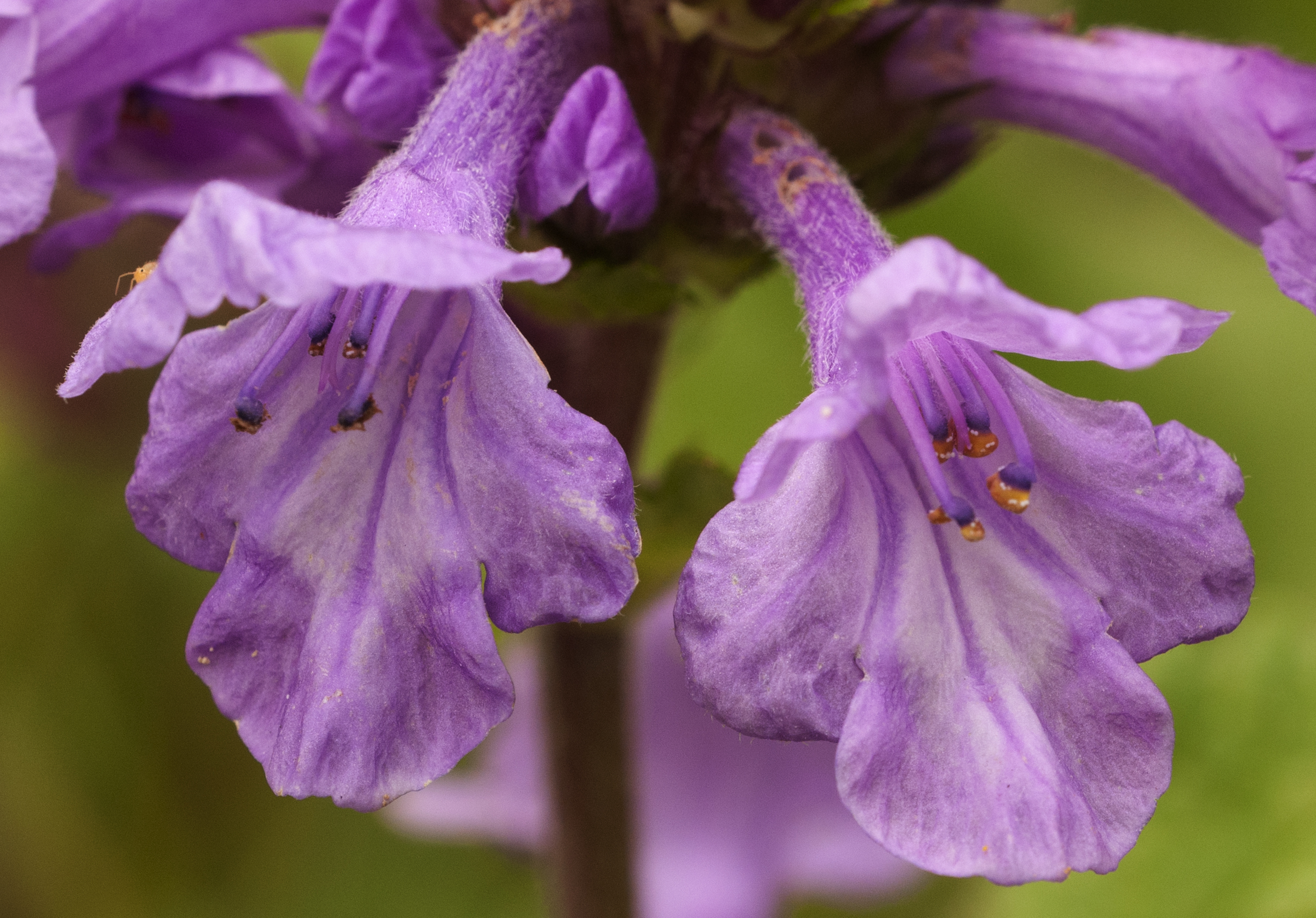
Květy

Čistec velkokvětý (Stachys macrantha) je vytrvalá, na zimu zatahující rostlina s plazivým oddenkem, která bývá v listu vysoká kolem 30 cm a za květu 40 až 60 cm. Květy jsou během kvetení v letním období neseny na vzpřímených lodyhách.
V minulosti nesl čistec velkokvětý vědecké jméno “bukvice velkokvětá“ (Betonica grandiflora), doposud není jeho zařazení ujasněno.

## Rozšíření
Bylina pochází ze severovýchodního Turecka, Kavkazu a severozápadního Íránu. Ve své domovině roste nejčastěji v nadmořské výšce 1600 až 3000 m n. m, vyskytuje se tam na horských trávnících a kamenitých svazích, na lesních okrajích i v řídkých křovinách, nejčastěji na podloží serpentinitu a dolomitu. Roste také rozptýleně na rašelinných loukách, chudých horských pastvinách a vřesovištích.
Do Evropy byl čistec velkokvětý přivezen jako suchu odolná zahradní rostlina, ozdobná sytě zeleným listem a bílými, nebo růžovými až fialovými květy. V Alpách vystupuje nejvýše do 900 metrů. Nyní je v Řecku, Bulharsku a Srbsku součásti světlých balkánských bukových a dubových lesů, stejně jako v Maďarsku a Besarábii řídkých stepních lesů. V české přírodě volně neroste.

## Ekologie
Bylina je dlouhověký hemikryptofyt vyrůstající z uzlovitého, přetrvávajícího oddenku, kvete v teplejších oblastech v červnu a červenci, v chladnějších místech se kvetení posunuje až do srpna. Rostlině se nejlépe daří na plném slunci, stín sice toleruje, ale podstatně méně v něm kvete. Půdu požaduje propustnou, s dostatkem humusu, neutrální až slabě zásaditou. Snáší spíše sucho, než déletrvající mokro. Druh má počet chromozomů 2n = 16 a stupeň ploidie x = 8.

## Popis
Vytrvalá bylina vysoká 10 až 40 cm s přímými, čtyřhrannými, v různé míře chlupatými lodyhami, které vyrůstají z hrubého, plazivého oddenku. Listy jsou sytě zelené a z větší části jsou nahloučené v přízemní růžici, kde mívají řapík dlouhý do 12 cm, na nevětvené lodyze vyrůstají pouze jeden až dva páry vstřícných listů. Všechny listy jsou si podobné, čepel je jednoduchá, široce vejčitá až trojúhelníkovitá, dlouhá 15 až 20 cm a široká 7 až 10 cm, u báze je srdčitá, na vrcholu tupá, po obvodě pravidelně vroubkovaná a na lícní straně je jemně vrásčitá, drsná a lesklá.
Květy s pyskatou korunou jsou uspořádané do koncového, širokého lichoklasu dlouhého 2 až 5 cm, vytvořeného ze dvou až tří lichopřeslenů o 10 až 15 květech. Kopinaté listeny s pichlavých vrcholem jsou dlouhé 0,5 až 1,5 cm. Přisedlé květy mají zvonkovitý, pětizubý, chlupatý kalich dlouhý 1 až 2 cm a pyskatou korunu purpurově růžovou či vzácně bílou, velkou 3 až 3,5 cm, jenž má dlouhou válcovitou trubku s vlnitými cípy a její horní ret je přilbovitý. Fialově hnědé tyčinky nesoucí prašníky jsou čtyři, dvě přední z nich jsou delší. Černohnědý semeník vznikl srůstem dvou plodolistů, čnělka nese rozštěpenou bliznu. Mírně protandrické květy jsou množstvím nektaru atraktivní pro opylující hmyz, hlavně pro včely, čmeláky, motýly i mouchy, při nedostatku opylovačů může dojít i k samopylení.

## Rozmnožování
Z opylenýho květu se vyvinou tvrdky obsahující čtyři zaoblené plůdky, semena, která bývají velká 3,5 až 4 mm. Semena se na stanovišti přirozeně rozšiřují nejčastěji epizoochoricky a anemochoricky. Rostlinu lze množit vegetativně, rozdělení trsů či řízkováním, nebo generativně semeny.

## Význam
Hlavní využití čistce velkokvětého je do trvalkového záhonu na volné ploše bez blízkého porostu dřevin, případně na lemy záhonů či po okrajích vodních ploch. Může se použít i ve smíšené výsadbě s jinými trvalkami, roste na jednom místě po dlouhou dobu, aniž by se příliš šířil do stran. Po odkvětu je vhodné odřezat usychající stonky. Bylina také obsahuje polyfenoly, především stachydrin, betonicin, turicin, cholin a další alkaloidy z rodiny betainů. Pro jejich nízký obsah se ale rostliny ve farmacii nevyužívají.
Vedle květu je rostlina až do mrazu zajímavá atraktivním listem a má dobrou půdopokryvnou schopnost. Při výsadbě na záhon se doporučuje 5 ks rostlin na 1 m² (pomalejší zápoj a delší životnost výsadby) nebo 9 ks na 1 m² (rychlý zápoj a kratší trvanlivost). Lodyhy s květenstvím se dají využít i k řezu.
Bylo vyšlechtěno několik kultivarů, například 'Superba' 40 cm vysoký s velkými růžovými květy, 'Robusta' 60 cm, silný vzrůst a růžové květy, 'Rosea' 45 cm a růžové květy, 'Morning Blush' 60 cm a světle růžový, 'Alba' 40 cm a bíle květy.

## Galerie

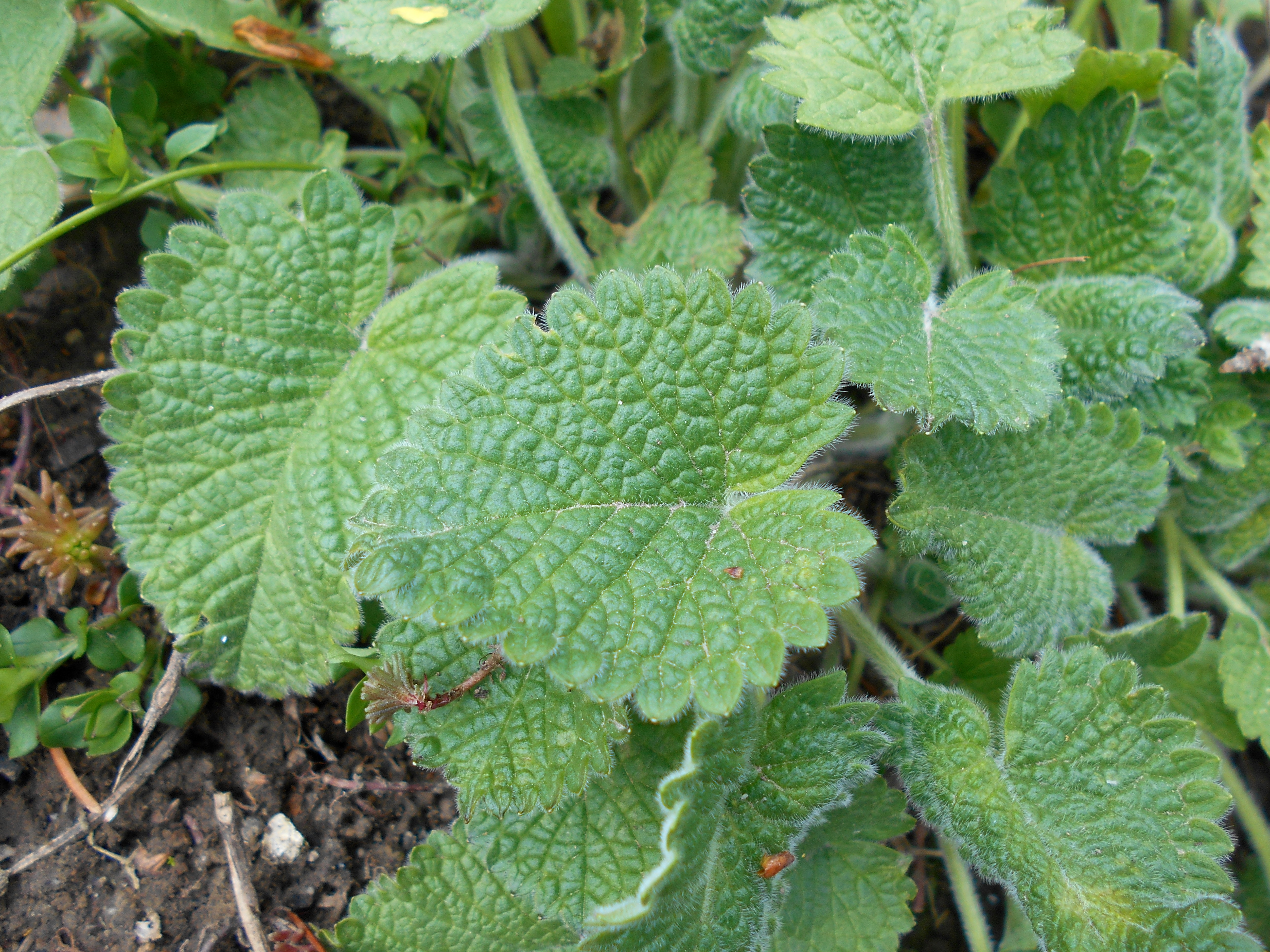
Listy
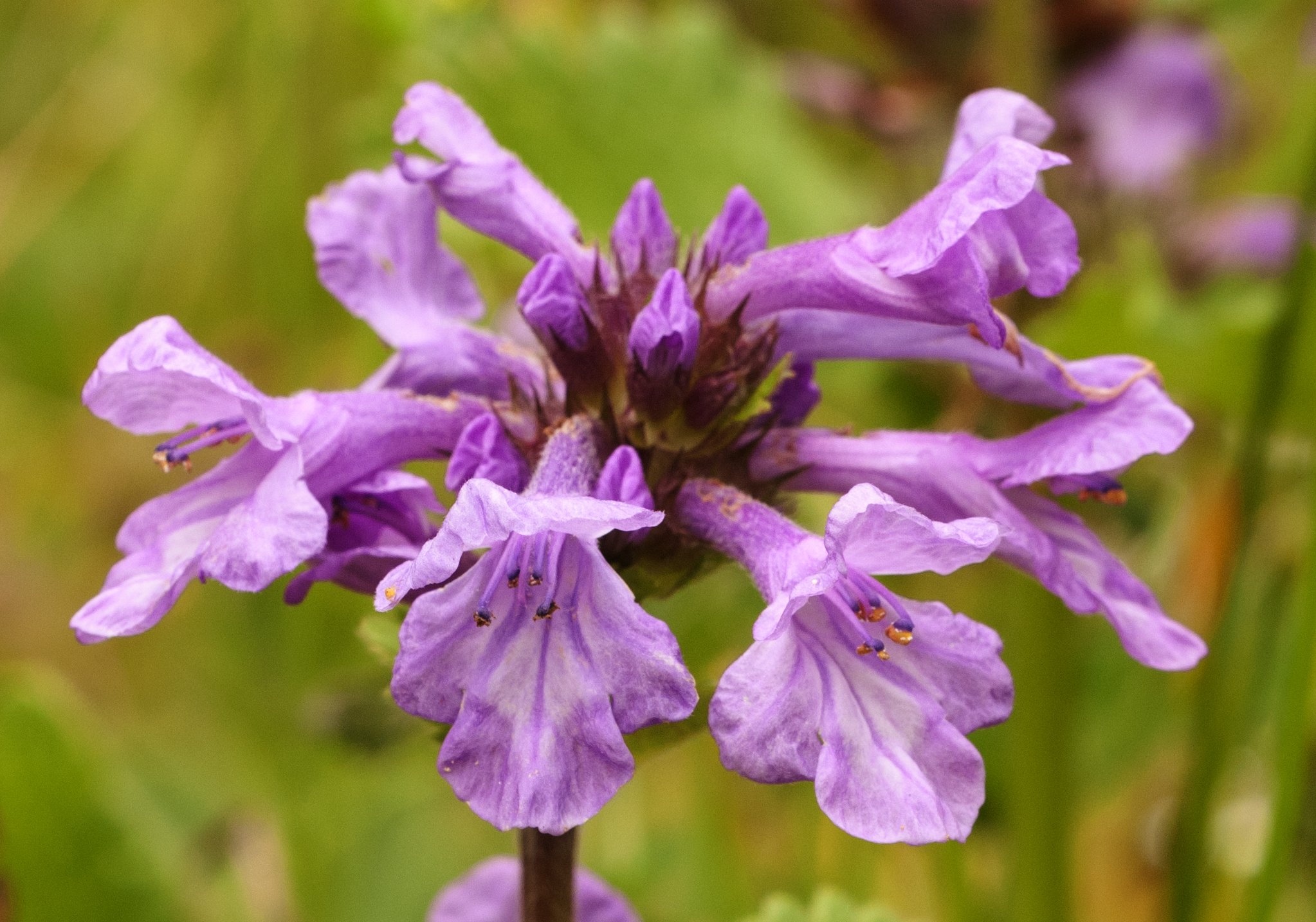
Květenství
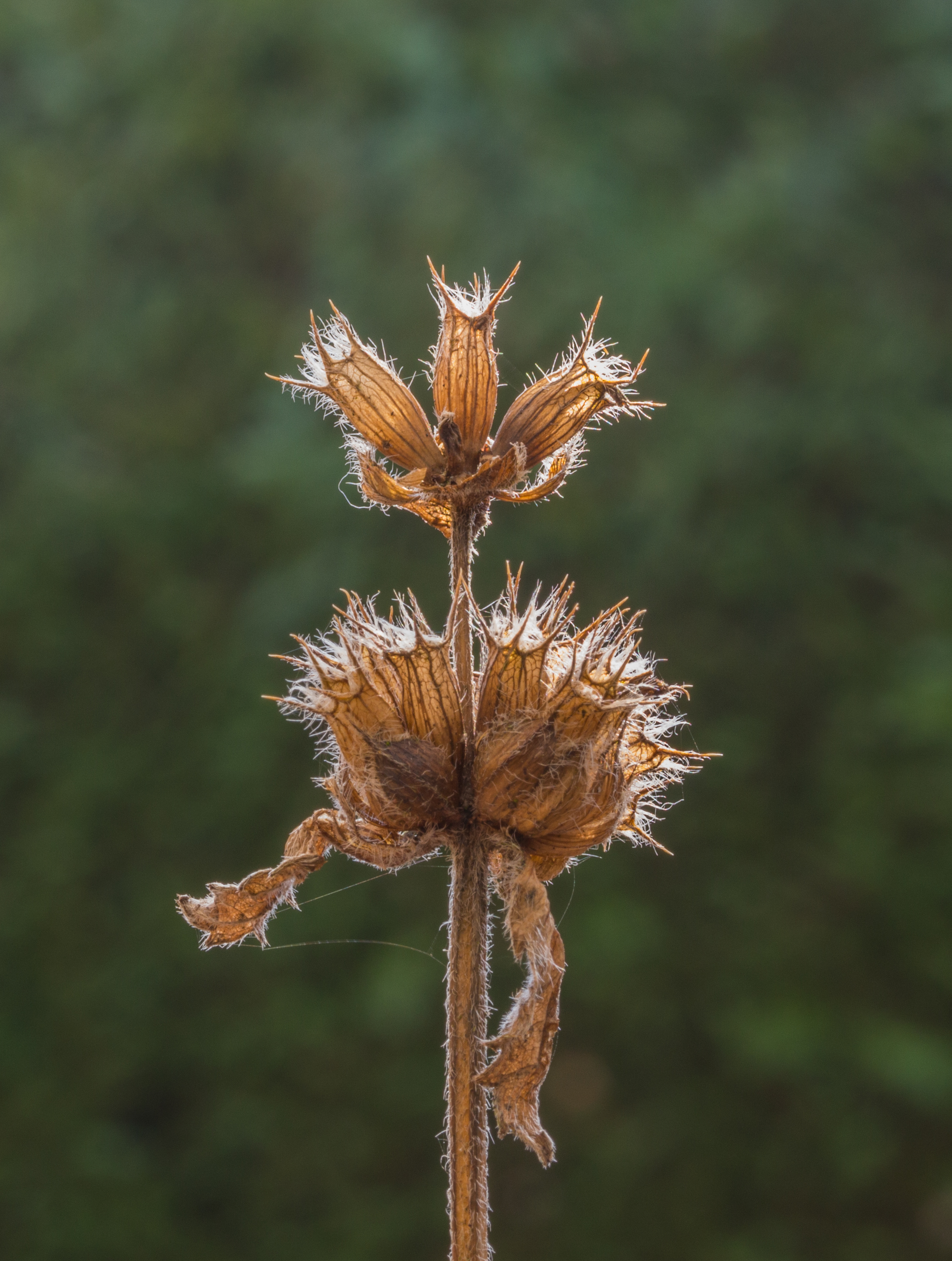
Odkvetlé květenství